# حسین قشلاقی حاج خواجه‌لو
حسین‌قشلاقی حاج‌خواجه‌لو، روستایی در دهستان اصلاندوز غربی بخش مرکزی شهرستان اصلاندوز در استان اردبیل ایران است.

## جمعیت
بر پایه سرشماری عمومی نفوس و مسکن در سال ۱۳۹۵، جمعیت این روستا برابر با ۲۲۶ نفر (۶۱ خانوار) بوده‌است.